# Luciano Erba
Œuvres principales
L'Hippopotame (1989)
Luciano Erba, né le 18 septembre 1922 à Milan, en Lombardie, et mort le 3 août 2010 dans cette même ville, est un poète, traducteur et critique littéraire italien.
Il s'inscrit dans la « quatrième génération » d'un courant littéraire appelé Linea lombarda (« ligne lombarde ») par la critique italienne.
Il est l'auteur de recueil de poésies comme L'ippopotamo (L'Hippopotame, 1989), dont la version française de Bernard Simeone est préfacée par Philippe Jaccottet en 1992, et de traductions d'auteurs français comme Jean Racine, Henri Michaux et Francis Ponge.